# R. Martin & Sons
R. Martin & Sons war ein kanadischer Hersteller von Kutschen und Automobilen.

## Unternehmensgeschichte
Das Unternehmen hatte seinen Sitz in Chatham. Zum Kutschenbau wurde ein Teil einer Kirche für Siedler gemietet. Etwa 1911 begann die kurzzeitige Produktion von Automobilen; zwei Fahrzeuge wurden gebaut. Der Markenname lautete Martin. Es ist nicht bekannt, wann das Unternehmen aufgelöst wurde.

## Automobile
Das einzige Modell war ein Highwheeler nach einem Entwurf eines namentlich nicht genannten US-amerikanischen Herstellers. Highwheeler waren robuste Fahrzeuge mit hoher Bodenfreiheit für die damaligen schlechten Straßen, insbesondere außerhalb der Städte. Zur Kraftübertragung hatte das Modell ein Friktionsgetriebe, das offenbar nicht gut funktionierte.